# Flor de sal

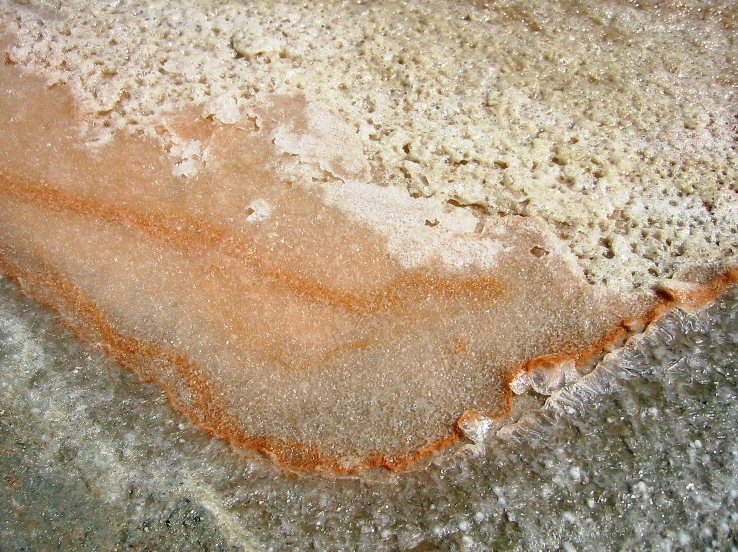
Formação da flor de sal

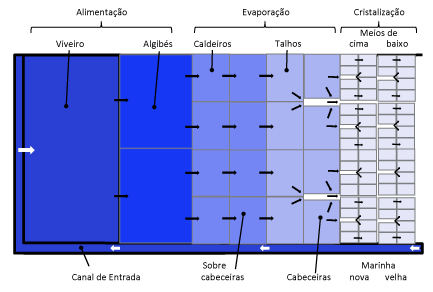
Esquema de funcionamento de uma salina tradicional, no exemplo, utilizada a marinha da Grã Caravela em Aveiro

A flor de sal é um aglomerado de cristais que se forma à superfície da água do mar. A sua formação depende das condições atmosféricas; a temperatura e a radiação solar têm de ser elevadas e o vento deve ser suave. Verificando-se estas 3 condições, os minúsculos cristais de sal começam a formar-se à superfície dos cristalizadores. Estes cristais são delgadíssimas palhetas que se desagregam por pressão, que se juntam com o vento, formando uma película branca e brilhante.
São pequenos cristais que se formam na superfície das águas de cristalização das salinas, sendo recolhida em cristalizadores especiais (tanques rasos de argila), esta operação de colheita é artesanal, e retira apenas uma finíssima película de cristais de sal que se forma na superfície da água, e nunca tocam o fundo dos cristalizadores, sendo preciso retirar cuidadosamente essa fina película formada e deixar secá-la ao sol por 7 dias, resultando em cristais mais crocantes, sem sofrer qualquer tipo de processamento, nem adição de produtos químicos. Esses cristais são chamados de flores, pois ao ver a sua cristalização através do microscópio visualiza-se este formato.
Contém minerais e nutrientes únicos, para além de microcristais que facilitam a digestão e tem a vantagem de ser absolutamente natural, não sendo sujeita a qualquer processo de industrialização, incluindo a lavagem, que remove componentes nutricionais importantíssimos tais como plâncton e pequenos restos de esqueletos de minúsculos animais marinhos, grandes fontes de cálcio, magnésio, zinco, cobre, entre outros.
No entanto, para se chegar a um ponto em que os cristalizadores estão preparados para produzir flor de sal, nos meses quentes de verão (no hemisfério norte, entre junho e agosto), os trabalhos nas marinhas de sal devem começar cerca de 2 meses antes.
Os reservatórios, construídos e mantidos ao longo de anos com matéria natural dos próprios reservatórios, lamas e argilas endurecidas ao longo dos anos, impermeabilizam os fundos e os muros e mantém as águas limpas.
Um primeiro canal traz a água salgada do mar, com o encher da maré, que alimenta o "Viveiro", primeiro reservatório, de grandes dimensões e profundidade. Cada reservatório, com o seu nome específico é ligado a um outro, menor e menos profundo, passando por canais secundários e comportas. O principal objectivo deste longo percurso é a elevação gradual da temperatura da água, para que chegue aos cristalizadores, pouco profundos, a uma temperatura o mais próxima possível da temperatura ambiente e assim facilitar a sua evaporação. Por outro lado, aumentar a concentração de minerais, pela também gradual evaporação ao longo dos reservatórios e assim formar cristais mais densos e resistentes.
O papel do marnoto é fundamental, uma vez que só a experiência lhe permite saber quando fazer avançar cada fase do processo. A recolha dos cristais à superfície tem de ser feita várias vezes ao dia, para evitar que estes fiquem demasiado densos e pesados e precipitem para o fundo.